# Hážovice
Hážovice jsou vesnice, dříve samostatná obec, dnes součást města Rožnova pod Radhoštěm v okrese Vsetín. Nachází se 2,5 km jihovýchodně od Rožnova.
Hážovice je v současné době název katastrálního území o výměře 560,96 hektarů. Základní sídelní jednotky katastrálního území mají charakter urbanistických obvodů s odloučenými obytnými plochami.

## Název
Nejstarší doložená podoba jména vsi byla Házovice a byla odvozena od (německého) jména (příjmení) Hase - "zajíc". Výchozí tvar Házovici označoval obyvatele vsi a znamenal "Házovi lidé". Z roku 1535 je poprvé doložena podoba Hážovice.

## Historie
První zmínka o obci pochází z roku 1411, kdy byla zmíněna v listině Lacka z Kravař.  V roce 1960 byla obec Hážovice sloučena s obcí Tylovice a vznikla nová obec Rysová. O dvacet let později, v roce 1980, byla Rysová přičleněna k Rožnovu pod Radhoštěm.
Rapačáři
Obyvatele některých vesnic o svátcích už časně ráno probouzí hlasitý rachot. Na svědomí ho mají takzvaní rapačáři, někde též nazývaní klapotáři, obchůzkáři nebo klepači. Jsou to školou povinní kluci, kteří chodí na obchůzky od domu k domu se speciálními hrkajícími vozíky, kterým se říká rapače a fungují na podobném principu jako řehtačka. Prastará tradice se do dnešních dnů dochovala třeba v Hážovicích na Valašsku

## Rodáci
• Bedřich Vašek (1882 – 1959), ř. k. kněz, vysvěcen 1906, ThDr., od 1922 profesor bohoslovecké fak. v Olomouci, v škol. r. 1933/34 její děkan